# Apocephalus borealis
Apocephalus borealis ist eine in Nordamerika vorkommende Fliegenart aus der Familie der Buckelfliegen (Phoridae), welche überwiegend Hummeln, aber auch Honigbienen sowie einige Wespenarten parasitiert.

## Beschreibung
Apocephalus borealis hat inklusive Ovipositor eine Körperlänge von 2,2 mm. Sie ist von blass gelber Farbe. Der mittlere Teil des Hinterleibes ist orange gefärbt. Das erste Segment ist bräunlich mit blassem Hinterrand, auf dem zweiten Segment ist seitlich ein bräunlicher Fleck. Das dritte und vierte Segment zeigt jeweils eine größere dunkler Stelle. Das fünfte Segment ist gänzlich dunkel, das sechste nur am vorderen Teil. Der Ovipositor ist braunschwarz mit hellerer Spitze. Die Beine sind blass bräunlich gelb. Die Flügel sind transparent mit blass dunkler Aderung.

## Lebensweise
Die Parasitierung von Honigbienen durch A. borealis wurde bis Januar 2012 nur in Kalifornien und South Dakota beobachtet, anderswo parasitiert sie in erster Linie Hummeln. Die weiblichen Fliegen legen mit ihrem Legestachel Eier in den Hinterleib der Bienen, wo sich bis zu 13 Larven entwickeln können. Die Larven greifen in das Gehirn der Wirtsbiene ein, desorientieren sie und veranlassen sie, meist nachts den Stock zu verlassen. Dieses Verhalten begünstigt die Ausbreitung der Fliegen und führt zum vorzeitigen Tod des Wirtes. Außerhalb des Stockes irren die Bienen orientierungslos herum oder zeigen andere ungewöhnliche Verhaltensmuster. Ältere, im Halsbereich der Biene lebende Larven können auch die Enthauptung ihrer Wirtsbiene herbeiführen, woher sich auch ihr Gattungsname apocephalus ableitet.
Manche Wissenschaftler vermuten in Apocephalus borealis eine mögliche Ursache für die Verbreitung des Bienensterbens Colony Collapse Disorder. Nicht der Verlust an einzelnen Bienen durch die parasitierenden Larven ist dabei ausschlaggebend, sondern die Übertragung von Bakterien und Pilzen wie Nosema ceranae, dem Erreger der Nosemose. Apocephalus borealis ist dabei ein wichtiger Vektor.
Apocephalus borealis gehört innerhalb der Gattung Apocephalus zur Untergattung Mesophora. Während die anderen Untergattungen auf Ameisen spezialisiert sind, parasitieren die Arten der Untergattung Mesophora auf verschiedenen anderen Insekten und Spinnentieren. Auf Honigbienen wurde aber bisher nur Apocephalus borealis gefunden.
Umgangssprachlich werden durch A. borealis infizierte Hummeln und Honigbienen, aufgrund ihres an Zombies erinnernden Verhaltens, reißerisch auch als „Zombie-Bienen“ bezeichnet.

## Bilder

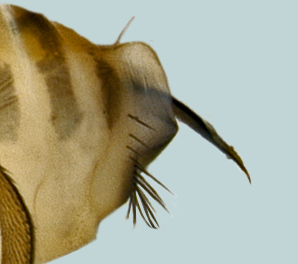
Legestachel einer A. borealis
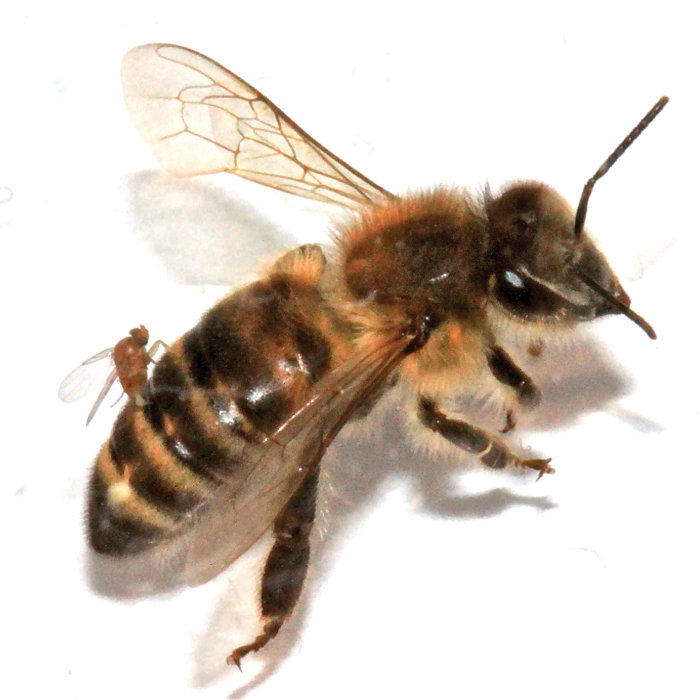
Eine Eier legende A. borealis auf dem Hinterleib einer Honigbiene
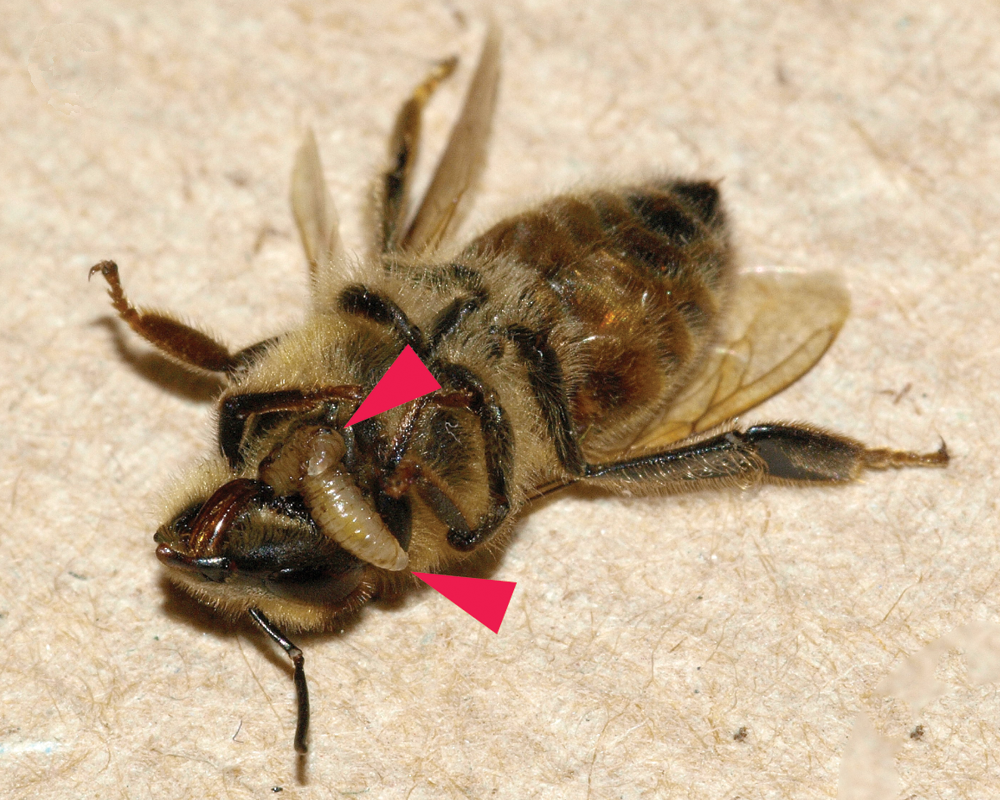
Zwei geschlüpfte Larven im Brustbereich einer Honigbiene
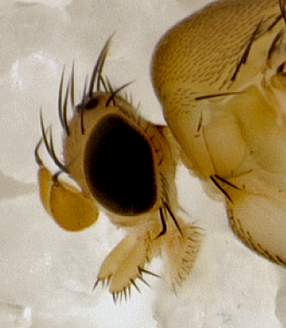
Kopf, Auge und Kieferwerkzeuge einer adulten A. borealis
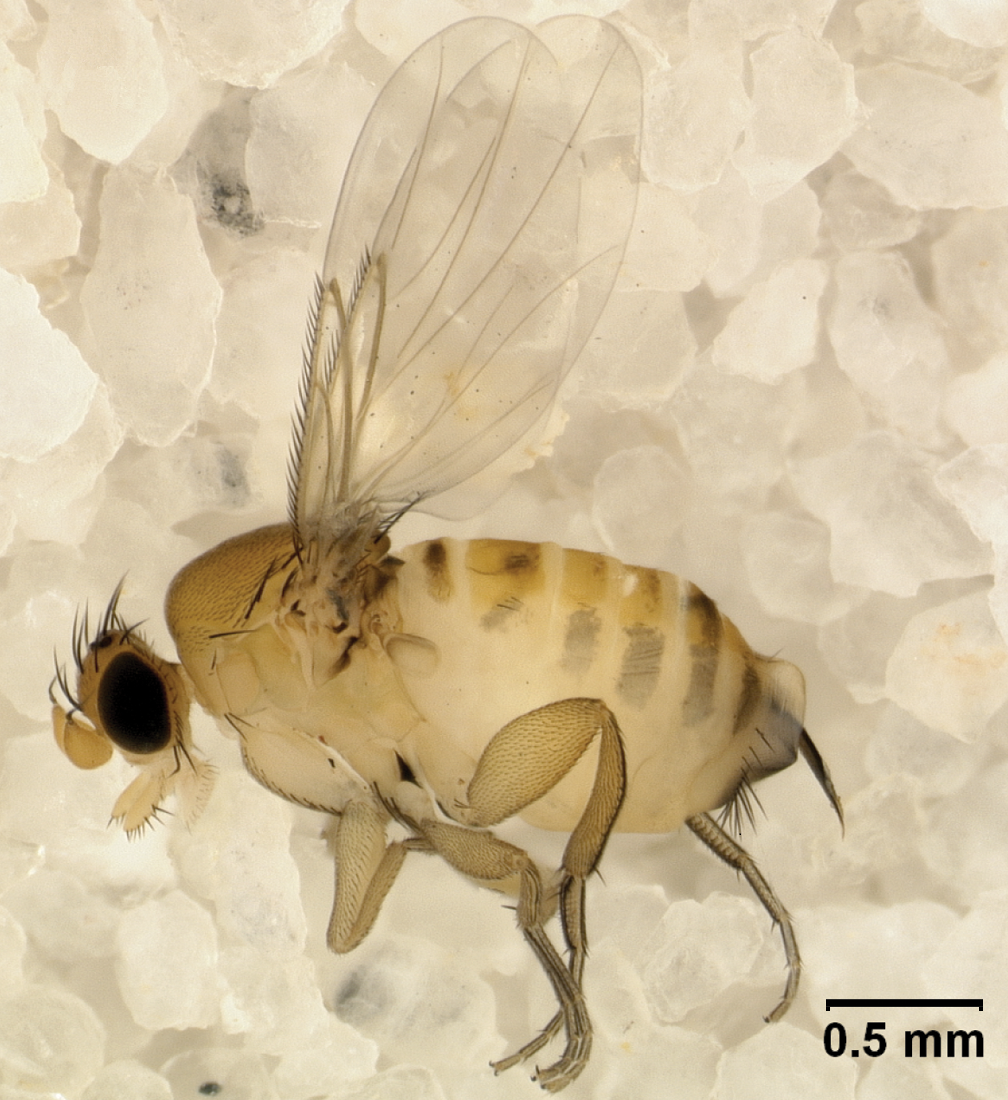
Adulte weibliche A. borealis im Größenvergleich